# Aderidae
Famille
Synonymes
- Circaeidae Iablkov-Khnzorian, 1961[2]
- Euglenesidae Seidlitz,[2]
- Euglenidae Seidlitz, 1875 nec Bütschli, 1884[2]
- Hylophilidae Pic, 1900[2]
- Xylophilidae Shuckard, 1840[2]

Les Aderidae sont une famille d'insectes coléoptères.
À l'état de larve, ces insectes sont saproxylophages ou mangent des feuilles mortes. Les adultes vivent sur les arbres ou buissons et consomment du nectar et du pollen, contribuant à la pollinisation. Leur forme peut rappeler celles de certaines fourmis.
Cette famille compterait à ce jour environ 1 000 espèces connues, classées en environ 50 genres vivant essentiellement en zone tropicale, bien que des Aderidae soient présents à peu près partout dans le monde.
Il est possible et probable que le nombre d'espèces de cette famille soit sous-estimé. En 2002, la dernière publication d'un catalogue mondial de la famille semblait être celle de Maurice Pic (1866-1957) rédigé en 1910.

## Caractéristiques morphologiques
- Les yeux sont protubérants et granuleux.
- Corps relativement velu, antennes velues.
- Les deux premiers segments abdominaux sternites sont fusionnés, avec - pour certains groupes - une suture visible.
- Taille : de 1 à 4 mm.

## Habitat, mode de vie
La plupart des adultes se trouvent sur le dessous des feuilles d'arbres ou arbustes. Leurs larves sont presque toutes saproxylophages, c'est-à-dire qu'elles se nourrissent de bois en décomposition, jouant un rôle important dans le recyclage du bois mort. Certaines larves d'espèces de cette famille vivent dans les feuilles en décomposition ou dans les nids d'autres insectes.

## Liste des genres
Selon ITIS (14 octobre 2018) :
- genre Aderus Westwood, 1829
- genre Ariotus Casey, 1895
- genre Axylophilus Casey, 1895
- genre Cnopus Champion, 1893
- genre Elonus Casey, 1895
- genre Emelinus Casey, 1895
- genre Ganascus Casey, 1895
- genre Gymnoganascus Werner, 1990
- genre Pseudariotus Casey, 1895
- genre Vanonus Casey, 1895
- genre Xylophilus Latreille, 1825
- genre Zonantes Casey, 1895

Liste des genres selon GBIF (15 mai 2021) :
- Aderus Stephens, 1829
- Aderus Westwood, 1829
- Agacinosia Collado & Alonso-Zarazaga, 1996
- Agenjosia Báguena Corella, 1948
- Amidorus Mulsant & Rey, 1866
- Ariotus Casey, 1895
- Axylophilus Casey, 1895
- Beltranosia Collado & Alonso-Zarazaga, 1996
- Bironida Pic, 1956
- Blumenophilus Pic, 1911
- Candidosia Collado & Alonso-Zarazaga, 1996
- Carinatophilus Pic, 1949
- Cnopus Champion, 1893
- Cobososia Collado & Alonso-Zarazaga, 1996
- Dasytomorphus Fairmaire & Germain, 1863
- Dusmetosia Collado & Alonso-Zarazaga, 1996
- Elonus Casey, 1895
- Emelinus Casey, 1895
- Escalerosia Nardi, 2007
- Euglenes Westwood, 1830
- Euxylophilus Champion, 1915
- Formicomimus Pic, 1923
- Ganascus Casey, 1895
- Gompelia Alonso-Zarazaga, 2010
- Gonzalosia Collado & Alonso-Zarazaga, 1996
- Gymnoganascus Werner, 1990-01
- Hintonosia Báguena Corella, 1948
- Hylobaenus Pic, 1902
- Megaxenus Lawrence, 1990
- Menorosia Collado & Alonso-Zarazaga, 1996
- Mixaderus Collado & Alonso-Zarazaga, 1996
- Notoxeuglenes Pic, 1913
- Otolelus Klinger, 2000
- Otolelus Mroczkowski, 1987
- Palaeocnopus
- Palaeocnopus Alekseev & Grzymala, 2015
- Phytobaenus F.Sahlberg, 1834
- Picemelinus Nakane, 1987
- Pseudananca Blackburn, 1893
- Pseudanidorus Pic, 1893
- Pseudariotus Casey, 1895
- Pseudolotelus Pic, 1901
- Pseudozena Grzymala & Leschen, 2020
- Saegerosia Báguena, 1962
- Scraptogetus Broun, 1893
- Syzeton Blackburn, 1891
- Syzetonellus Blackburn, 1891
- Syzetoninus Blackburn, 1891
- Tokiophilus Pic, 1921
- Transrenus Grzymala & Leschen, 2020
- Vanonus Casey, 1895
- Villarrubiasia Collado & Alonso-Zarazaga, 1996
- Xylophila Lamarck, 1817
- Xylophilus Latreille, 1825
- Xylophilus Mannerheim, 1823
- Zarcosia Collado & Alonso-Zarazaga, 1996
- Zenascus Grzymala & Leschen, 2020
- Zonantes Casey, 1895